# Inannas Gang in die Unterwelt
Inannas Gang in die Unterwelt ist eine Erzählung der Sumerer und wurde in sumerischer Sprache verfasst.

## Überlieferung
Für diese Erzählung, in der die sumerische Göttin Inanna versucht, ihren Machtbereich auf die Unterwelt auszudehnen, sind zahlreiche Textvertreter aus unterschiedlichen Epochen der mesopotamischen Hochkultur gefunden worden, von denen keiner vollständig ist. Dennoch konnte der Text fast lückenlos rekonstruiert werden.
Es sind bislang über zwanzig Versionen bekannt, darunter:
- Sumerische Version
  - ein aus vielen Bruchstücken vor allem aus Nippur rekonstruierter Text, der mit der Anrufung Utus durch Dumuzi abbricht (Ni 368 + CBS 9800 (A), CBS 13932 (B), CBS 12368 + 12702 + 12752 (C), Ni 2279 (D), CBS 13908 (E), Ni 4034 (F), CBS 11064 + 11088 (G), Ni 9685 (H), PBS V 24 (I), CBS 15212 (J), Wi 4200 (K), Wi 2762 (L), YBC 4621 (M), CBS 13902 (N), CBS 15162 (O).[1]
  - ein Fragment aus Ur[2]
  - BM 100046 mit einem Bericht über den Tod Dumuzis[3]
- Assyrische Version
  - Ištars Höllenfahrt, Archiv des Aššur-bāni-apli in Niniveh[4]

## Rezeption
Die Erzählung erlebte eine lange Rezeptionsgeschichte im Alten Orient und war Vorlage für die akkadische Erzählung Ištars Fahrt in die Unterwelt bzw. Ištars Höllenfahrt. In der heutigen Religionswissenschaft kann für den viel diskutierten Mythos Inannas Gang in die Unterwelt kein eindeutiges Motiv dargestellt werden, was aus dem bis heute ungenügenden Vergleich der frühdynastischen und neusumerischen Götterwelt resultiert.

## Inannas Gang in die Unterwelt

### Aufbruch zur Unterwelt
Inanna war die Königin des Himmels, aber sie wollte auch die Unterwelt beherrschen.
Sie gab ihre Tempel auf und machte sich fertig für die Reise. Sie legte ihren Schmuck und ihre königlichen Gewänder an und nahm die sieben ME-Bänder mit.
Bevor sie ging, schärfte sie ihrer Dienerin/ihrem Diener Ninšubur(a) ein, wenn sie nach drei Tagen nicht zurückkehre, in der Versammlungshalle der Götter eine Klage für sie anzustimmen. Dann solle sie nach Nippur gehen und Enlil um Hilfe bitten, damit Inanna nicht in der Unterwelt zu Tode gebracht werde. Sollte Enlil dies ablehnen,
solle sie nach Ur gehen und Nanna um Hilfe bitten. Wenn dies ebenfalls nichts fruchte, solle sie in Eridu um die Hilfe Enkis bitten, der das Lebenswasser kenne und ihr gewiss zur Hilfe kommen werde.
So gerüstet ging Inanna zum Tor des Lapislazuli-Palastes der Ereškigal und begehrte Einlass, sie bat nicht, sie befahl.
Sie erzählte dem Torwächter Neti, dass sie gekommen sei, um mit ihrer Schwester Ereškigal, der Herrscherin der Unterwelt, um deren kürzlich verstorbenen Gatten Gugalanna zu trauern.
Sie wurde eingelassen, aber an den sieben Toren um je eines ihrer Machtsymbole  (Diadem, Lapislazulistein, Eierperlen, Brustschmuck, Armschmuck, Messstab und Messleine und Herrschaftsgewand) beraubt.
Obwohl nackt und ohne Macht, kannte sie keine Demut und begehrte den Thron der Unterwelt, der ihr aber von den sieben Unterweltrichtern (Anunnaki) verwehrt wurde. Sie sahen sie mit den Augen des Todes an und hängten sie als fahles Stück Fleisch an einen Pfahl.

### Wiedererweckung von Inanna
Drei Tage und drei Nächte wartete Ninšubura vergebens auf die Rückkehr ihrer Herrin. Daher ging sie nacheinander zu den Göttern Enlil, Nanna und Enki, um Hilfe bittend. Nur Enki aber erhörte sie. Er schuf
Kurgarra und Kalatur, denen er die „Nahrung des Lebens“ und das „Wasser des Lebens“ anvertraute, die sie nach Irkalla zu Ereškigal bringen sollen, die krank und klagend darniederlag. Sie sollten ihr Mitgefühl mit den Leiden Ereškigals bezeugen [und sie vermutlich heilen], aber auf keinen Fall ihre Geschenke annehmen, keine Speise und keinen Trank. Stattdessen sollten sie um den Leichnam bitten, der von einem Nagel hänge und ihn mit dem Wasser des Lebens und der Speise des Lebens besprengen und Inanna so wiederbeleben.

### Der Spruch der Anunnaki
Die List gelang, doch verfügten die sieben Richter der Unterwelt, dass jemand anders Inannas Platz einnehmen müsse. Inanna kehrte auf die Erde zurück, doch die herzlosen galla, Dämonen der Unterwelt, begleiteten sie mit dem Auftrag, sie zurück nach Irkalla zu bringen, wenn sie keinen Ersatz stellen könnte. Inanna besuchte zuerst Umma und Bad-tibira. Šarra und Lulal erschraken über ihre Ankunft, hüllten sich in Sack und Asche und warfen sich vor ihr in den Staub. Als die galla sie in die Unterwelt zerren wollten, schritt sie ein. Dann reiste sie weiter nach Uruk, wo ihr Gatte Dumuzi, statt sie zu beweinen, königliche Gewänder angelegt hatte und hoch auf einem Thron saß.
Inanna sah ihn mit dem Auge des Todes an. Dumuzi flehte Utu an, ihn zu retten, doch ohne Erfolg.

Damit bricht dieser Text ab.
Das Ur-Fragment beginnt damit, wie Inanna auf dem Thron in Uruk sitzt, als die galla ankommen und sie in die Unterwelt zerren wollen. Offensichtlich handelt es sich um eine etwas andere Überlieferung.
Inanna verweist sie an Dumuzi, den sie ergreifen, mit ihren Äxten verwunden und foltern. Dumuzi bittet Utu, ihn in eine sag-kal-Schlange zu verwandeln, damit er zu seiner Schwester Geštinanna gelangen und sie um Hilfe bitten kann. Utu erhört ihn, und „wie ein Vogel, der einem Falken entkommt“ flieht Dumuzi zu Geštinanna. Diese versteckt ihn und wird nun selbst von den galla gefoltert.
Dumuzi wird an Inannas Stelle in die Unterwelt gebracht. Was Inanna nicht bedacht hatte, war, dass nun, da der Gott des Getreides und des Bieres gestorben war, auf der Erde kein Getreide wachsen und kein Bier gebraut werden konnte. Inanna trauerte mittlerweile sehr um ihren Geliebten und eines Tages entschied sie, sich gegen Dumuzi einzutauschen. Ein halbes Jahr solle Dumuzi in der Unterwelt leben und ein halbes Jahr sie selber.

### Eine akkadische Variante mit einem alternativen Ende
Eine etwas weniger bekannte Variante aus Fragmenten aus Ur erzählt das Ende anders.
Dumuzi muss in der Unterwelt schreckliche Qualen leiden. Er bittet darum den Gott Utu seine Arme und Beine in Schlangen zu verwandeln, um ihm so die Schmerzen der Folter zu ersparen. Als seine Schwester Geštinanna von diesen Qualen hört, bittet sie Inanna, ihm zu helfen. Jedoch tauscht sich nicht Inanna selber für Dumuzi ein, sondern sie verfügt, dass seine Schwester Geštinanna diese Bürde auf sich nehmen muss. Da Dumuzi der Gott des Getreides ist, verwelken nach seinem Tod alle Getreide und das Bier wird schal. Nur durch die Errettung durch seine Schwester kommt das Getreide wieder. Jedoch verdorren nun nach dem Tausch mit Geštinanna alle Früchte und der Wein wird sauer, da Geštinanna die Göttin der Früchte und des Weines ist. Also verfügt Inanna, dass Dumuzi und Geštinanna sich im Halbjahresrhythmus abwechseln müssen und so die verschiedenen Jahreszeiten entstehen.

## Ištars Höllenfahrt
Die babylonische Variante, die in assyrischen Kopien im Archiv des Aššur-bāni-apli in Niniveh erhalten geblieben ist, lehnt sich unverkennbar an die ursprünglich sumerische Erzählung an. Jedoch hat die Göttin Ištar, welche die Rolle der Inanna einnimmt, andere Insignien der Macht, die sie an den sieben Toren abgeben muss: Diadem, Ohrringe, Halskette, Gewandnadel, Gürtel mit Geburtssteinen, Arm- und Fußreifen und Gewand.
Ištar droht als Kriegsgöttin, die Tore der Unterwelt einzureißen, wenn man ihr keinen Einlass gewährt, worauf Namtar sie einlässt, ihr die Insignien an den Toren abnimmt und sie später auf Geheiß von Ereškigal mit 60 Krankheiten belegt, an denen sie stirbt.
Da die Liebesgöttin Ištar nun aber nicht mehr ihrer Arbeit nachgehen kann, pflanzen sich weder Tiere noch Menschen fort. Daher erschafft der Gott Ea den Lustknaben Aṣu-šu-namir (‚sein Aufgehen ist Leuchten‘), der Ereškigal betören soll und so die Leiche von Ištar, deren Haut inzwischen zu einem Wassersack verarbeitet worden ist, aus der Unterwelt stehlen soll. Aṣu-šu-namir stiehlt die Leiche, er jedoch wird von Ereškigal für seinen Verrat verflucht und kastriert. Ereškigal belebt danach Ištar mit dem Wasser des Lebens wieder, verbietet ihr aber, jemals wieder ihr Reich zu betreten. Ištar muss ihren Hochmut eingestehen und steigt wieder in den Himmel auf.
Die Teile mit Dumuzi/Tamuz und dem Tauschhandel mit der Unterwelt fehlen in der babylonischen Version. Lediglich, dass Tamuz Ištars Wiederkehr feiert, wird erwähnt. Jedoch kann man aus Erwähnungen anderer Keilschrifttexte aus babylonischer Zeit schließen, dass die Babylonier auch den Tauschhandel von Tamuz und Ištar kannten oder ihn zumindest mit Inanna und Dumuzi verglichen.

## Interpretation
In der Neuzeit wurde der in die Unterwelt gesandte Dumuzi oft als ein jährlich sterbender und auferstehender Gott bezeichnet, wofür die babylonische Überlieferung keinerlei Anhaltspunkte bietet. Lediglich auf einer fragmentarischen Version aus Ur existiert für die sumerische Zeit ein Hinweis auf einen derartigen "Demeterzyklus".

## Vertonung
- Versuche zur Rekonstruktion des gesprochenen Akkadisch. U.a. auch der eingesprochene Epos „Inannas Gang in die Unterwelt“ mit Transkription. Website der School of Oriental and African Studies, Universität London
- Helga Pogatschar vertonte 2003 Inannas Gang in die Unterwelt als Hörkino (Chrom Records CRO 6442)